# Banas (Kleiner Rann von Kachchh)
Der Banas (auch Westlicher Banas) ist ein Zufluss des Kleinen Rann von Kachchh im Westen von Indien in den Bundesstaaten Rajasthan und Gujarat.
Der Banas entspringt im Aravalligebirge 7 km östlich der Stadt Sirohi auf einer Höhe von etwa 430 m. Er fließt in südwestlicher Richtung durch das Bergland. Dabei passiert er die Städte Pindwara und Abu Road. Nach 80 km wird er 17 km nördlich von Palanpur von der Dantiwada-Talsperre aufgestaut. Kurz darauf mündet der Sipu, wichtigster rechtsseitiger Nebenfluss des Banas, in den Fluss. Die Stadt Deesa liegt am linken Flussufer. Der Banas setzt seinen Kurs in Richtung Südwest fort. Der Bewässerungskanal Narmada Main Canal kreuzt den Flusslauf 25 km westlich von Patan. Anschließend trifft der Khari, wichtigster linksseitiger Nebenfluss auf den Banas. Der Banas fließt nun durch eine halbwüstenartige Landschaft in westsüdwestlicher Richtung 6 km südlich an Radhanpur vorbei. Der Flusslauf endet schließlich im Kleinen Rann von Kachchh. Dieses salzige Sumpfgebiet liegt am östlichen Ende des Golfs von Kachchh, einer Bucht des Arabischen Meeres. Der Unterlauf des Banas führt nur während Hochwasserperioden Wasser.
Der Banas hat eine Länge von 266 km. Sein Einzugsgebiet umfasst 8674 km².